# Здесенко, Юрий Георгиевич
Здесенко Юрий Георгиевич  (укр. Здесенко Юрій Георгійович); 6 октября 1943 — 1 сентября 2004, — советский, украинский физик, член-корреспондент НАН Украины, известен благодаря исследованиям двойного бета-распада атомных ядер.

## Биография
Юрий Георгиевич Здесенко родился 6 октября 1943 года, в селе Дмитровка Бахмачского района Черниговской области (Украина) в семье офицера Советской армии.
В 1970 году закончил Киевский ордена Ленина государственный университет им. Т. Г. Шевченко, где в 1970—1971 годах работал инженером на кафедре ядерной физики физического факультета.
В 1971—1980 годах работал старшим инженером, заведующим лабораторией в Опытном производстве Института геохимии и физики минералов АН УССР (сейчас Институт геохимии, минералогии и рудобразования им. Н. П. Семененко НАН Украины).
В 1980—1986 годах возглавлял отдел разработки и конструирования систем низкофоновых измерений (отдел № 23) Специального конструкторско-технологического бюро с экспериментальным производством Института ядерных исследований АН УССР.
С 1986 до 2004 года был заведующим отдела физики лептонов Института ядерных исследований НАН Украины.
В 1992 году — приглашенный профессор Осакского университета (Япония).
В 2003 году был избран член-корреспондентом Национальной академии наук Украины.
Ю. Г. Здесенко умер во время хирургической операции в Клинической больнице «Феофания» в Киеве 1 сентября 2004 года.

## Вклад в науку
В начале 1980-х годов начал исследования двойного бета-распада атомных ядер, обосновал актуальность и важность этих исследований для доказательства нарушения закона сохранения лептонного числа.
В низкофоновой установке с пластмассовыми сцинтилляторами, размещенной на поверхности, Ю. Г. Здесенко и его группа осуществили несколько экспериментов с целью поиска двойного бета-распада ядер 96Zr, 100Mo, 130Te. В то время эти эксперименты входили в число наиболее чувствительных, они инициировали исследования двойного бета-распада в нескольких научных учреждениях СССР.
В 1984 году было закончено инициированное Ю. Г. Здесенко сооружение Солотвинской подземной лаборатории в соляной шахте на глубине 430 м в поселке Солотвино Закарпатской области (Украина). Строительство лаборатории поддержали Бруно Понтекорво, возглавлявший тогда Научный совет по нейтринной физике Академии наук СССР, и Президент Академии наук УССР Борис Евгеньевич Патон. В лаборатории были получены приоритетные результаты в исследованиях двойного бета распада ядер (в частности, 116Сd, 160Gd, 186W). Благодаря использованию сцинтилляционных детекторов вольфрамата кадмия (CdWO4) из обогащенного изотопа кадмия 116 был наблюден двухнейтринный двойной бета-роспад 116Cd (Здесенко также принимал участие в экспериментах в Японии и Франции, в которых также был наблюден этот процесс) и установлено наиболее жесткое ограничение на период полураспада этого ядра относительно безнейтринной моды распада 116Cd, откуда было получено ограничение на массу нейтрино 1.7 эВ (одно из лучших на то время). Под руководством Ю. Г. Здесенко был осуществлен ряд экспериментов с целью поиска других редких ядерных процессов (альфа-, бета-, кластерной радиоактивности, переходов ядер у сверхплотное состояние, гипотетических распадов з нарушением закона сохранения электрического заряда). В частности, впервые был зарегистрирован альфа-распад 180W), измерен редкий бета-распад ядра 113Cd.

Ю. Г. Здесенко с Бруно Понтекорво на фоне горы Эльбрус, Баксанское ущелье, 1987

Кроме исследований в Солотвинськой лаборатории, Здесенко принимал участие в экспериментах по поиску редких ядерных распадов в подземных лабораториях во Франции (Модан), Италии (Гран Сассо), Японии (Камиока).
Автор или соавтор около 300 научных работ, в частности около 100 статей в международных журналах, на которые известны около 1500 ссылок в работах других ученых.

## Избранные научные труды
- Yu.G. Zdesenko, „Double β decay and conservation of lepton charge.“ Sov. J. Part. Nucl. 11(1980)542 (review).
- V.I.Tretyak, Yu.G.Zdesenko, „Tables of double beta decay data“, At. Data Nucl. Data Tables 61 (1995) 43 (review).
- G. Bellini et al., „High sensitivity quest for Majorana neutrino mass with the BOREXINO counting test facility“ Phys. Lett. B 493 (2000) 216.
- Yu.G.Zdesenko, O.A.Ponkratenko, V.I.Tretyak, „High sensitivity GEM experiment on 2β decay of 76Ge“, J. Phys. G: Nucl. Part. Phys. 27 (2001) 2129.
- Yu.G.Zdesenko, „The future of double β decay research“, Rev. Mod. Phys. 74 (2002) 663 (review).
- V.I. Tretyak, Yu.G. Zdesenko, „Tables of double β decay data — an update“, At. Data Nucl. Data Tables 80 (2002) 83 (review).
- Yu.G. Zdesenko, F.A. Danevich, V.I. Tretyak, „Has neutrinoless double β decay of 76Ge been really observed?“, Phys. Lett. B 546 (2002) 206.
- Yu.G. Zdesenko, V.I. Tretyak, To what extent does the latest SNO result guarantee the proton stability?»,

Phys. Lett. B 553 (2003) 135.
- F.T. Avignone III, G.S. King III1 and Yu.G. Zdesenko, «Next generation double-beta decay experiments: metrics for their evaluation», New J. Phys. 7 (2005) 6 (review).